# Тукмак (Федотовское сельское поселение)
Тукмак  — деревня в Лениногорском районе Татарстана. Входит в состав Федотовского сельского поселения.

## География
Находится в южной части Татарстана на расстоянии приблизительно 52 км на запад-северо-запад по прямой от районного центра города Лениногорск.

## История
Основана в 1928 году.

## Население
Постоянных жителей было: в 1938—235, в 1949—232, в 1958—186, в 1970—127, в 1979 — 59, в 1989 — 2, в 2002 году 2 (татары 50 %, кряшены 50 %), в 2010 году 9.